# ماركوس أوربان
ماركوس يوربان (بالألمانية: Marcus Urban)‏ (1971 في ألمانيا - ) هو مؤلف وكاتب ومهندس ولاعب كرة قدم ألماني (وحمل سابقاً جنسية ألمانيا الشرقية) في مركز الوسط. لعب مع FC Rot-Weiß Erfurt ‏.